# جولي دلبي
جولي دلبي (بالفرنسية: Julie Delpy) (ولدت في 21 ديسمبر 1969) هي ممثلة فرنسية/أمريكية، ومخرجة، وكاتبة سيناريو ومغنية، درست صناعة الأفلام في جامعة نيويورك ضمن مدرسة تيسك للفنون، وأخرجت وكتبت ومثلت في أكثر من 30 فيلماً.

## اعمالها

### افلام
- المحقق (1985)
- الملك لير (1987)
- أوروبا أوروبا (1990)
- الفرسان الثلاثة (1993)
- ثلاثية الألوان: أزرق (1993)
- ثلاثية الألوان: أبيض (1994)
- ثلاثية الألوان: أحمر (1994)
- قبل الشروق (1995)
- لكن أنا مشجعة (1999)
- قبل الغروب (2004)
- أزهار مكسورة (2005)
- يومان في باريس (2007)
- الكونتيسة (2009)
- يومان في نيويورك (2012)
- قبل منتصف الليل (2013)
- المنتقمون: عصر ألترون (2015)

### مسلسلات
- إي آر (2001)

## وصلات خارجية
- جولي دلبي على موقع IMDb (الإنجليزية)
- جولي دلبي على موقع الموسوعة البريطانية (الإنجليزية)
- جولي دلبي على موقع روتن توميتوز (الإنجليزية)
- جولي دلبي على موقع مونزينجر (الألمانية)
- جولي دلبي على موقع قاعدة بيانات الأفلام العربية
- جولي دلبي على موقع ألو سيني (الفرنسية)
- جولي دلبي على موقع ميوزك برينز (الإنجليزية)
- جولي دلبي على موقع تيرنر كلاسيك موفيز (الإنجليزية)
- جولي دلبي على موقع أول موفي (الإنجليزية)
- جولي دلبي على موقع بوكس أوفيس موجو (الإنجليزية)
- جولي دلبي موقع تقديري
- مقابلة, 7/18/04, موقع التايمز على الإنترنت[وصلة مكسورة]
- مقابلة, 7/01/04, أفلام IGN نسخة محفوظة 15 ديسمبر 2010 على موقع واي باك مشين.
- مقابلة, 7/04, About.com
- IONCINEMA.com مقابلة مع جولي دلبي لفيلم يومان في باريس
- مقابلة فيديو على موقع JewReview مع جولي دلبي لفيلم يومان في باريس
- EyeForFilm.co.uk مقابلة مع جولي دلبي في مهرجان إدنبره للأفلام 2007